# Parc Nacional d'Ivvavik
El Parc Nacional d'Ivvavik (Ivvavik National Park o Parc national Ivvavik) abasta 10.170 quilòmetres quadrats al territori del Yukon (Canadà) a la costa del mar de Beaufort a l'oceà Àrtic gestionat per l'Agència Parcs Canadà (Parks Canada o Parcs Canada). A l'oest del parc es troba el Refugi Nacional de Fauna Salvatge de l'Àrtic (Arctic National Wildlife Refuge) a Alaska (Estats Units), mentre que al sud-est es troba el Parc Nacional de Vuntut (Vuntut National Park o Parc national Vuntut).
Ivvavik significa "guarderia" o "lloc de naixement" en inuvialuktun. Establert el 1984, és el primer parc nacional creat al país com a resultat d'un acord sobre les reclamacions de terres amb els pobles indígenes.
El parc protegeix una part de les zones binacionals als Estats Units i el Canadà on vedellen els ramats dels rens del Porcupine (Rangifer tarandus granti). En algunes zones la visitació és limitada per protegir els ecosistemes fràgils. També hi ha una abundància de bous mesquers així com els ossos bruns, negres i blancs que habiten a la zona.